# Tường thành Seoul

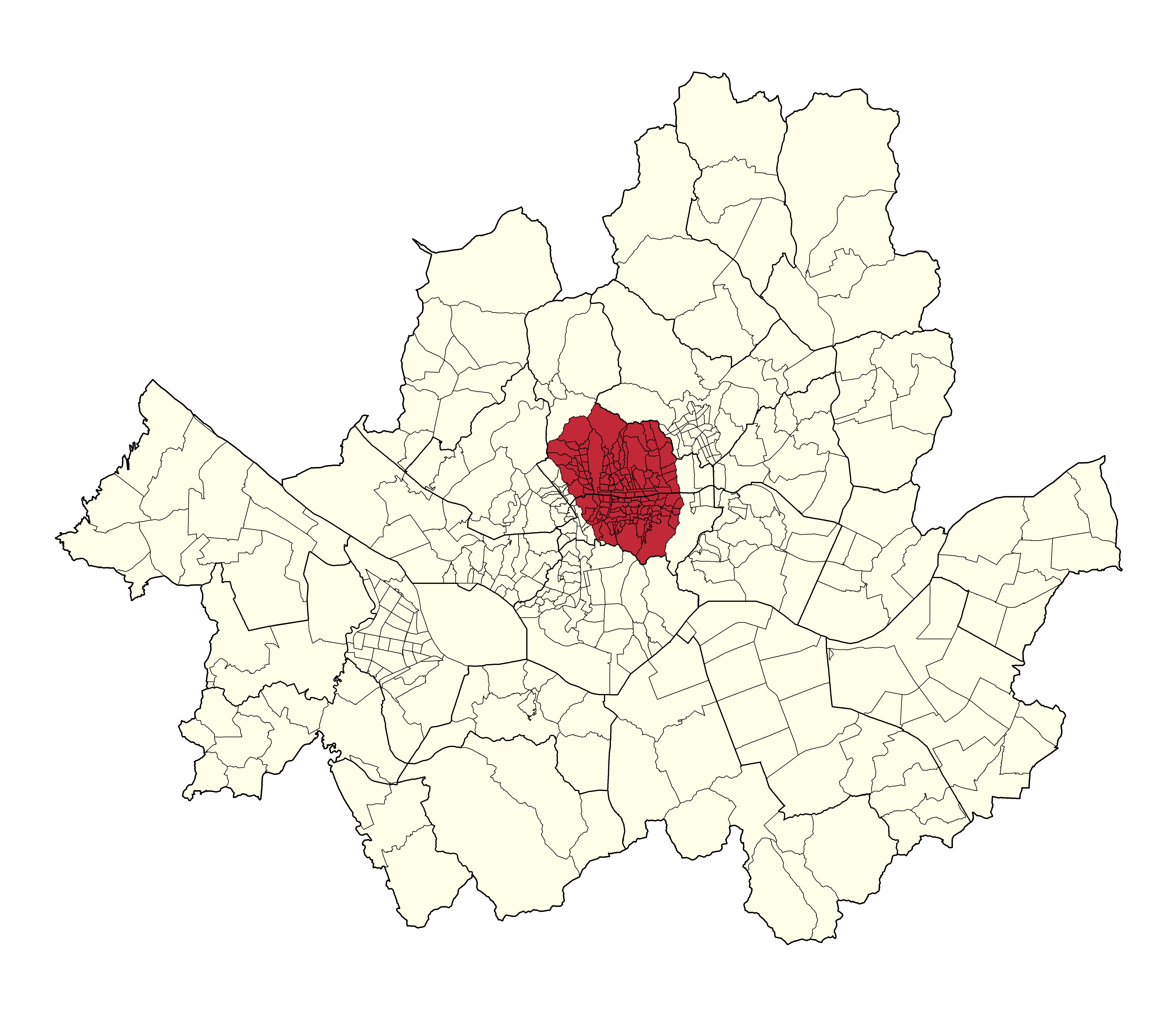
Tường thành Hanyang Seoul bao quanh vùng màu đỏ, và vị trí của nó trong địa phận thành phố Seoul ngày nay

Tường thành Seoul (tiếng Anh: Fortress Wall of Seoul; Hanja: 서울 漢陽 都城; Hangul: 서울 한양도성) hay Tường thành Hanyang Seoul là một dãy các tường thành bằng đá, gỗ và các vật liệu khác, được xây dựng để bảo vệ thành phố Seoul chống lại quân xâm lược. Tường thành được xây dựng lần đầu tiên vào năm 1396, bao quanh Hanyang (tên cũ của Seoul; Hanja: 漢陽; Hangul: 한양) vừa để bảo vệ vừa làm ranh giới của thành phố trong triều đại Joseon. Thời điểm đó nó được gọi là Hansung (Hanja: 漢城; Hangul: 한성). Bức tường dài 18,6 km chạy dọc theo sườn của bốn ngọn núi nằm trong nội thành Seoul là Bugaksan, Inwangsan, Naksan, Namsan. Hiện tại, một đoạn tường dài 12 km được xem là Di tích Lịch sử số 10 (năm 1963) cùng với các cổng thành, cửa dẫn nước và những ụ đốt lửa báo hiệu. Các phần phía bắc, phía đông và phía nam của các bức tường núi Nam (phần Namsan) đã trải qua quá trình trùng tu trên diện rộng, bị hư hại liên tục hoặc bị phá hủy hoàn toàn dưới thời cai trị của đế quốc Nhật Bản (1910–1945).

## Lịch sử
Năm 1395, chỉ năm năm sau khi vua Taejo thành lập triều đại Joseon, ông cũng lập ra cơ quan triều đình [Doseongchukjoedogam (Hanja: 都城築造都監; Hangul: 도성축조도감)] để xây dựng tường thành bảo vệ Seoul. Ông ra lệnh cho Jeong Do-jeon tìm kiếm và đo đạc một địa điểm.
Ngày 1 tháng 1 năm 1396 (theo âm lịch), vua Taejo đã tổ chức lễ động thổ xây dựng tường thành. Khoảng 197.400 thanh niên phải gia nhập quân đội trong vòng hai năm và hoàn thành việc xây dựng trong 98 ngày sau cuộc chiến dọc theo các ngọn núi Bugaksan, Naksan, Namsan, Inwangsan. Bức tường có tám cánh cổng, tất cả đều được xây dựng từ năm 1396 đến năm 1398.

## Đặc điểm

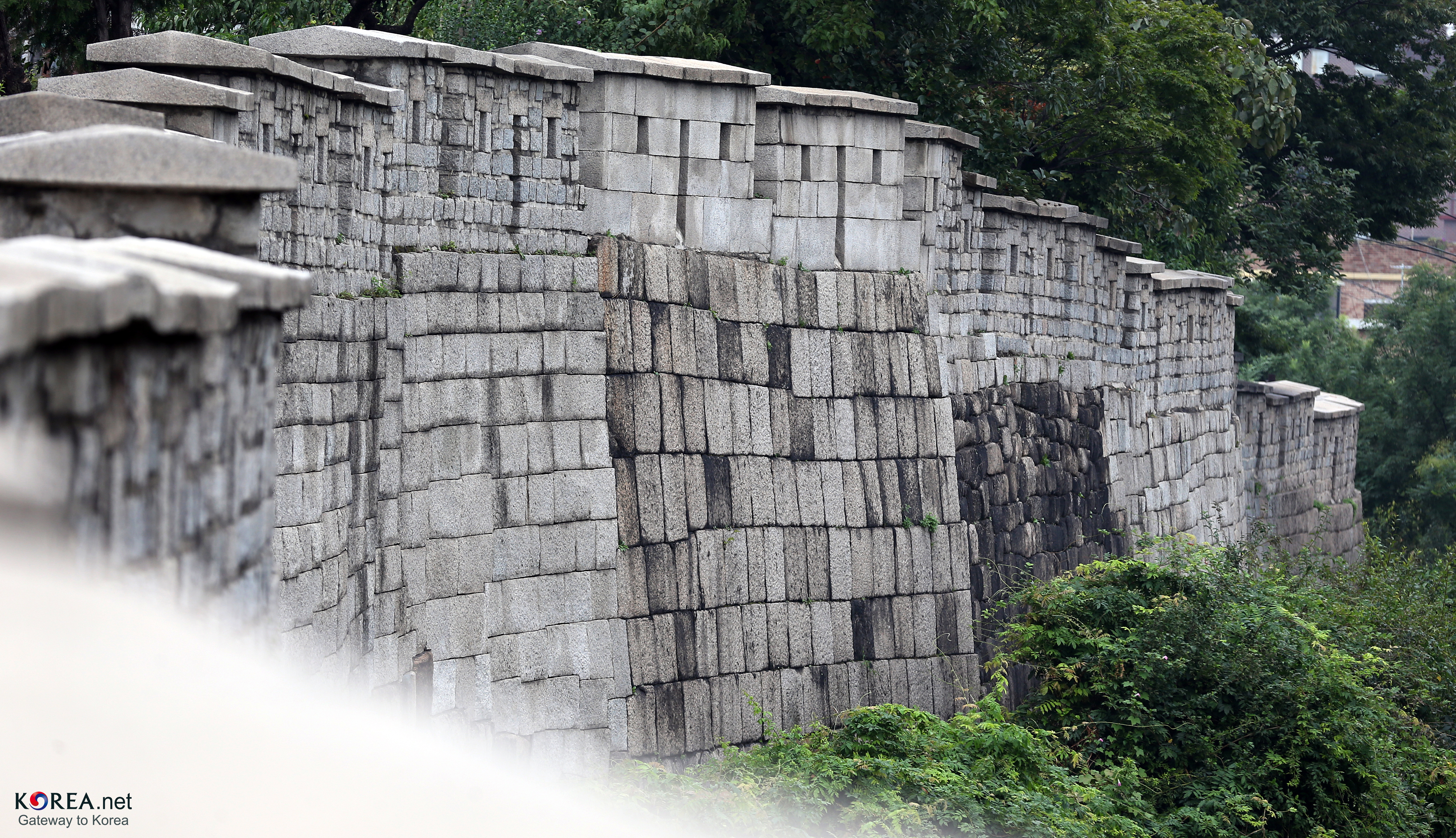
Một đoạn tường thành tại Công viên Tường Thành & Công viên Naksan

Các bức tường ban đầu được xây dựng vào cuối thế kỷ 14, vật liệu để xây là những viên đá tròn kích cỡ trung bình được kết dính với nhau bằng bùn. Dưới thời trị vì của vua Sejong Đại đế vào giữa thế kỷ 15, một cuộc tân trang bức tường quy mô lớn được thực hiện bằng cách thay thế các phần tường đất bằng các phần tường đá hình chữ nhật. Năm 1704, cuộc đại trùng tu của vua Sukjong xây dựng lại các phần của bức tường bằng các phiến đá lớn, đồng nhất, đánh dấu đặc điểm duy nhất cuối cùng của dãy tường thành Seoul.
Phần phía đông của Seoul nằm ở vị trí thấp hơn các phần khác và dễ bị tấn công từ bên ngoài. Do đó, một đài quan sát đã được xây bên ngoài cổng để củng cố khả năng phòng thủ. Điều này dẫn đến việc mở rộng một phần bức tường giữa cổng Heunginjimun và cổng Gwanghuimun ra bên ngoài theo hình chữ nhật để bảo vệ tháp quan sát đặt bên trong. Ụ đốt lửa báo hiệu là một thành phần khác của hệ thống phòng thủ, được triển khai lần đầu vào năm 1394 và hoạt động đến năm 1894. Các tín hiệu được gửi đi khắp đất nước từ ụ này sang ụ khác, ban ngày thì sử dụng khói còn ban đêm thì dùng lửa, báo hiệu được đèn hiệu trên đỉnh Namsan tiếp nhận và chuyển đến Cung điện Hoàng gia.

## Cổng thành

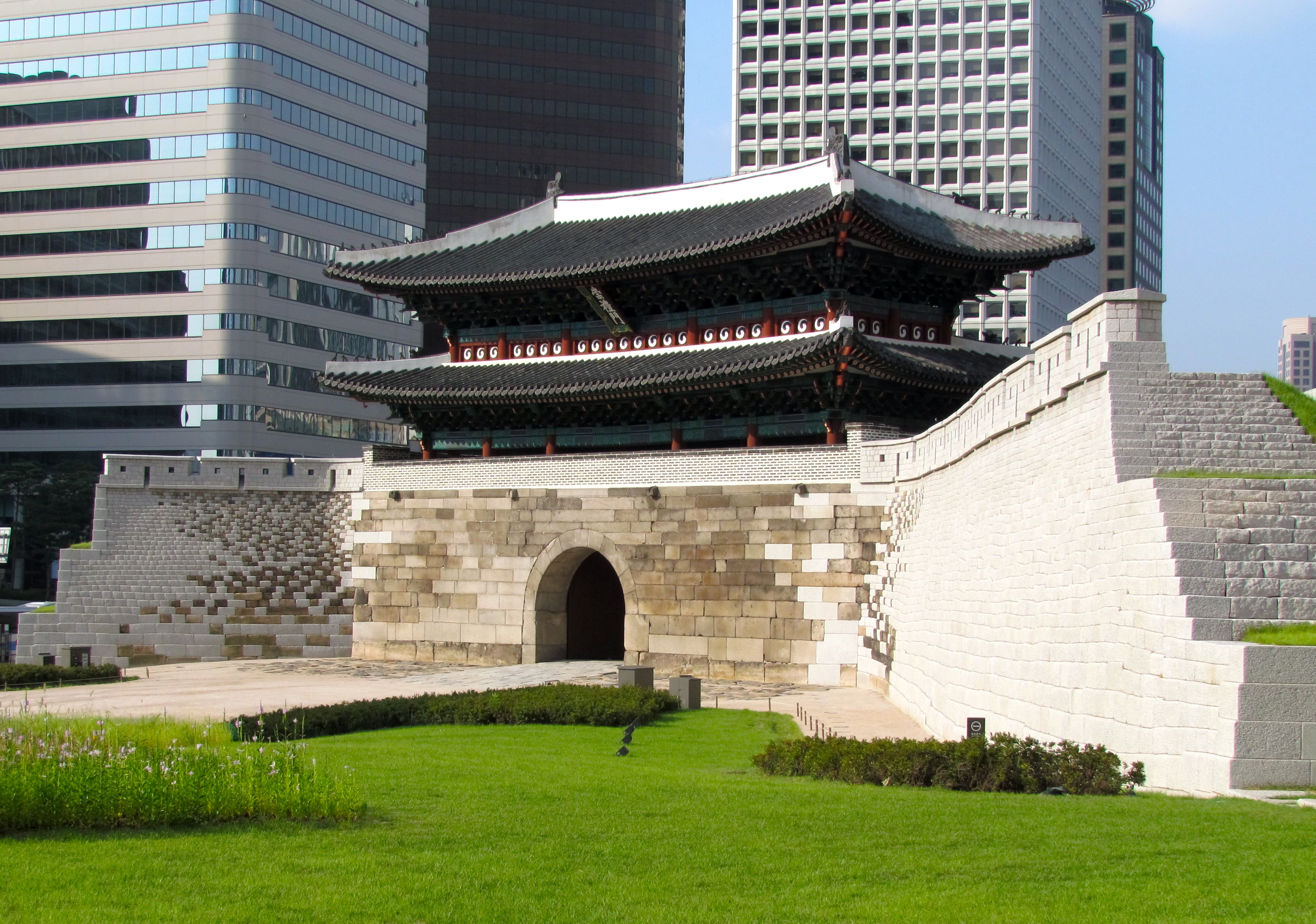
Cổng Sungnyemun

Có tám cổng thành gồm bốn cổng chính và bốn cổng phụ được xây dựng xung quanh Seoul vào cuối thế kỷ 14. Bốn cổng chính là: Heunginjimun (Cổng Đông), Donuimun (Cổng Tây), Sungnyemun (Cổng Nam), Sukjeongmun (Cổng Bắc). Bốn cổng phụ được đặt tại các khu vực nằm giữa bốn cổng chính, gồm có: Souimun (ở phía tây nam), Changuimun (ở phía tây bắc), Hyehwamun (ở phía đông bắc) và Gwanghuimun (ở phía đông nam).
Hiện tại, các cổng hoặc được bảo tồn nguyên dạng hoặc đã trải qua quá trình trùng tu gồm có: Sungnyemun (Cổng Nam) và Heunginjimun (Cổng Đông) lần lượt được chỉ định là Bảo vật Quốc gia số 1 và Bảo vật số 1.

## Tình trạng

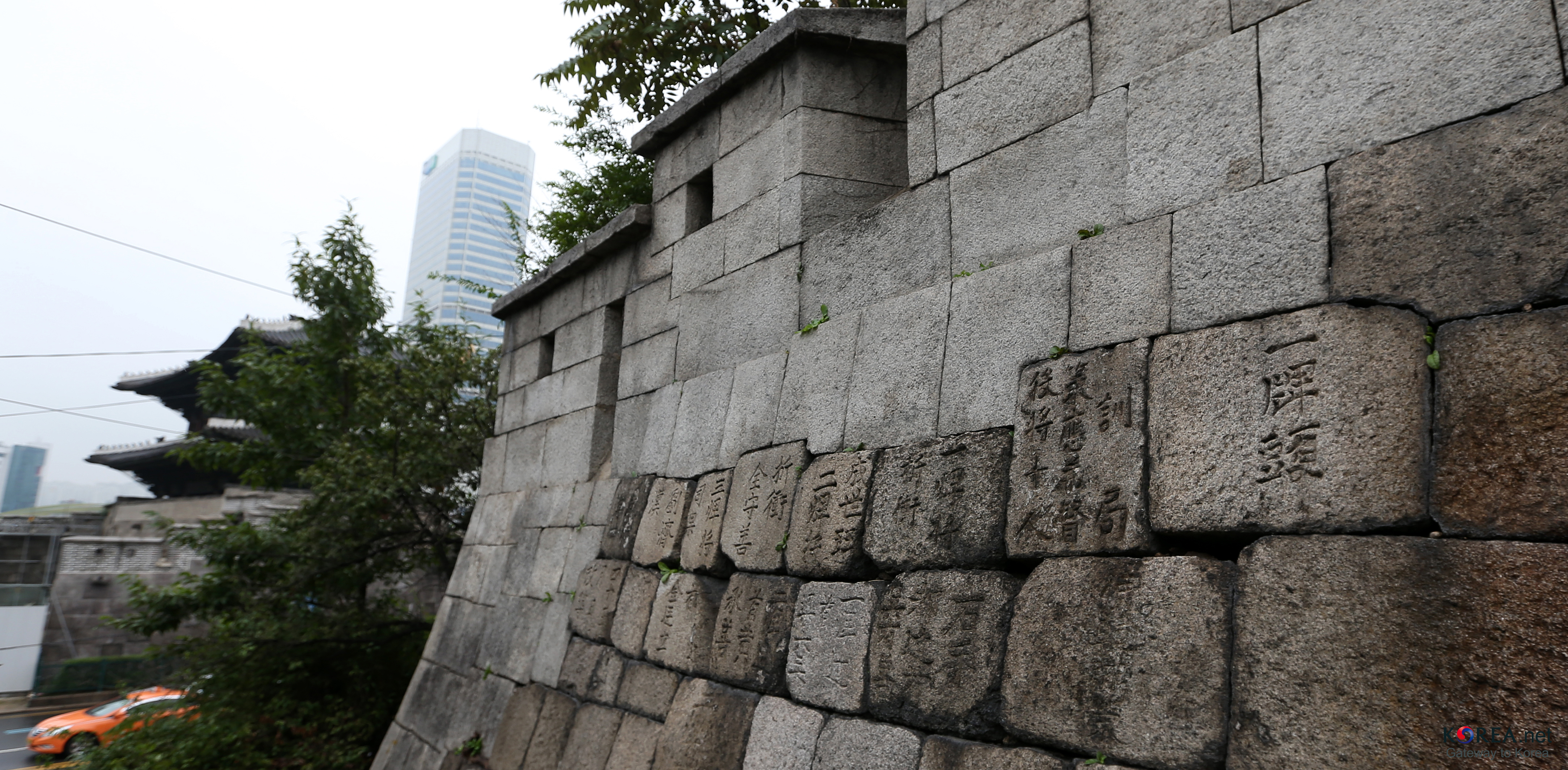
Hanyangdoseong, nơi cho thấy những nỗ lực trùng tu của chính quyền Seoul

Tường thành Seoul được hoàn thành trong 30 năm, sau đó đã bị phá bỏ nhiều phần do các sáng kiến quy hoạch thành phố và sự ra đời của các tuyến xe điện mặt đất. Tuy nhiên, những phần đáng kể của bức tường vẫn còn. Con đường nổi tiếng và được bảo tồn tốt nhất là dọc theo Bức tường của Núi Bukaksan - con đường mòn dài 2,3 km cắt qua Sukjeongmun đến Changuimun. Trước đây, nơi này không đặt ra giới hạn tiếp cận nào đối với công chúng sau khi được chỉ định là khu vực Dự trữ Quân sự do vị trí ở gần Nhà Xanh, nó đã được mở cho công chúng tham quan vào năm 2006. Vì có rất ít thay đổi hoặc ít cấu trúc nhân tạo xung quanh khu vực này trong những năm qua, nên môi trường tự nhiên vẫn còn tương đối nguyên vẹn.

## Tham quan đường mòn
Thành phố Seoul tổ chức tour du lịch đường mòn tường thành Hanyang, chạy dọc theo bức tường, được chia thành sáu con đường mòn:
- Đường mòn núi Baegak
- Đường mòn núi Naksan
- Đường mòn cổng Heunginjimun
- Đường mòn núi Namsan (Mongmyeoksan)
- Đường mòn cổng Sungnyemun
- Đường mòn núi Inwangsan

## Hình ảnh

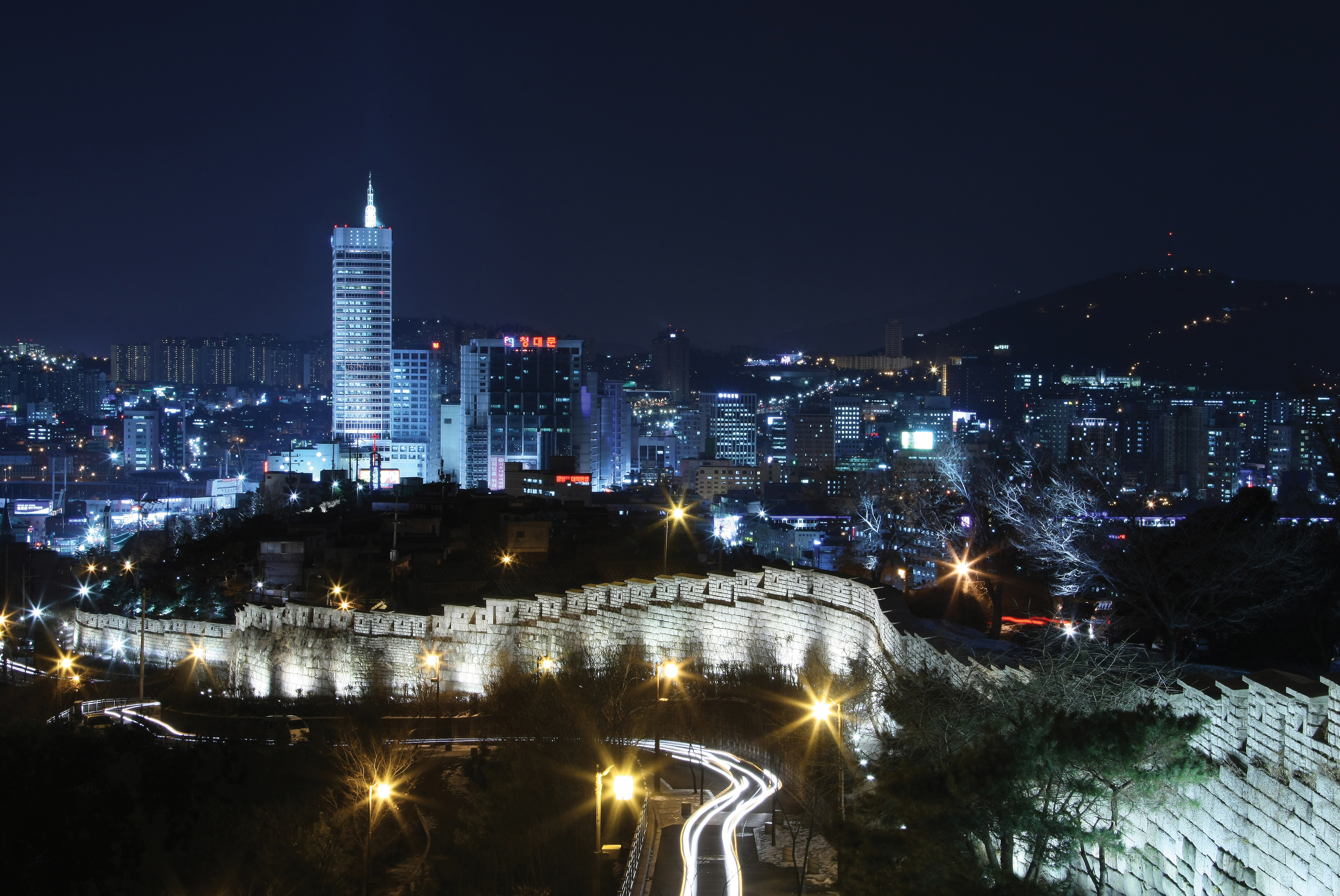
Khung cảnh ban đêm nhìn từ núi Naksan
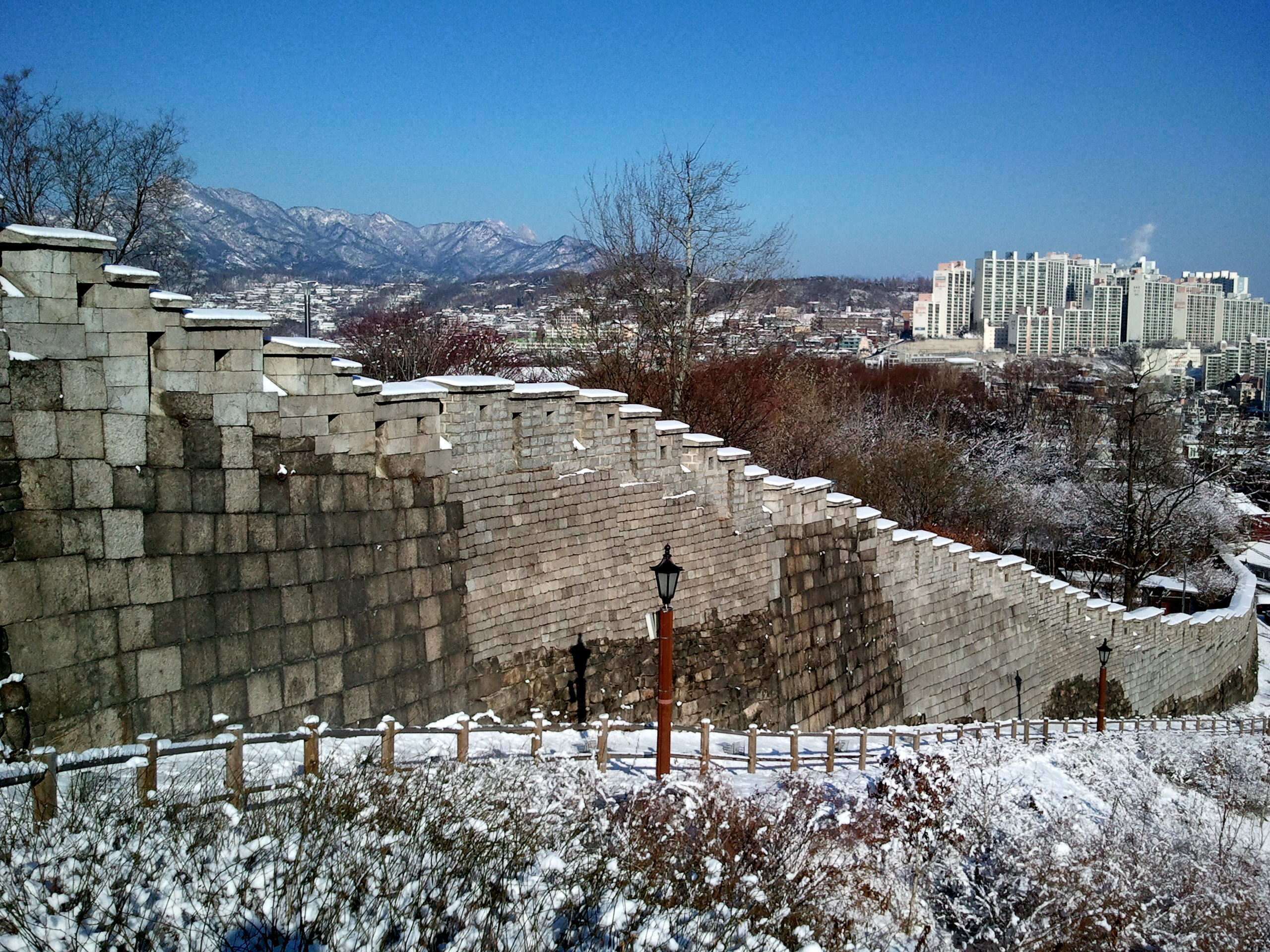
Khung cảnh tuyết phủ
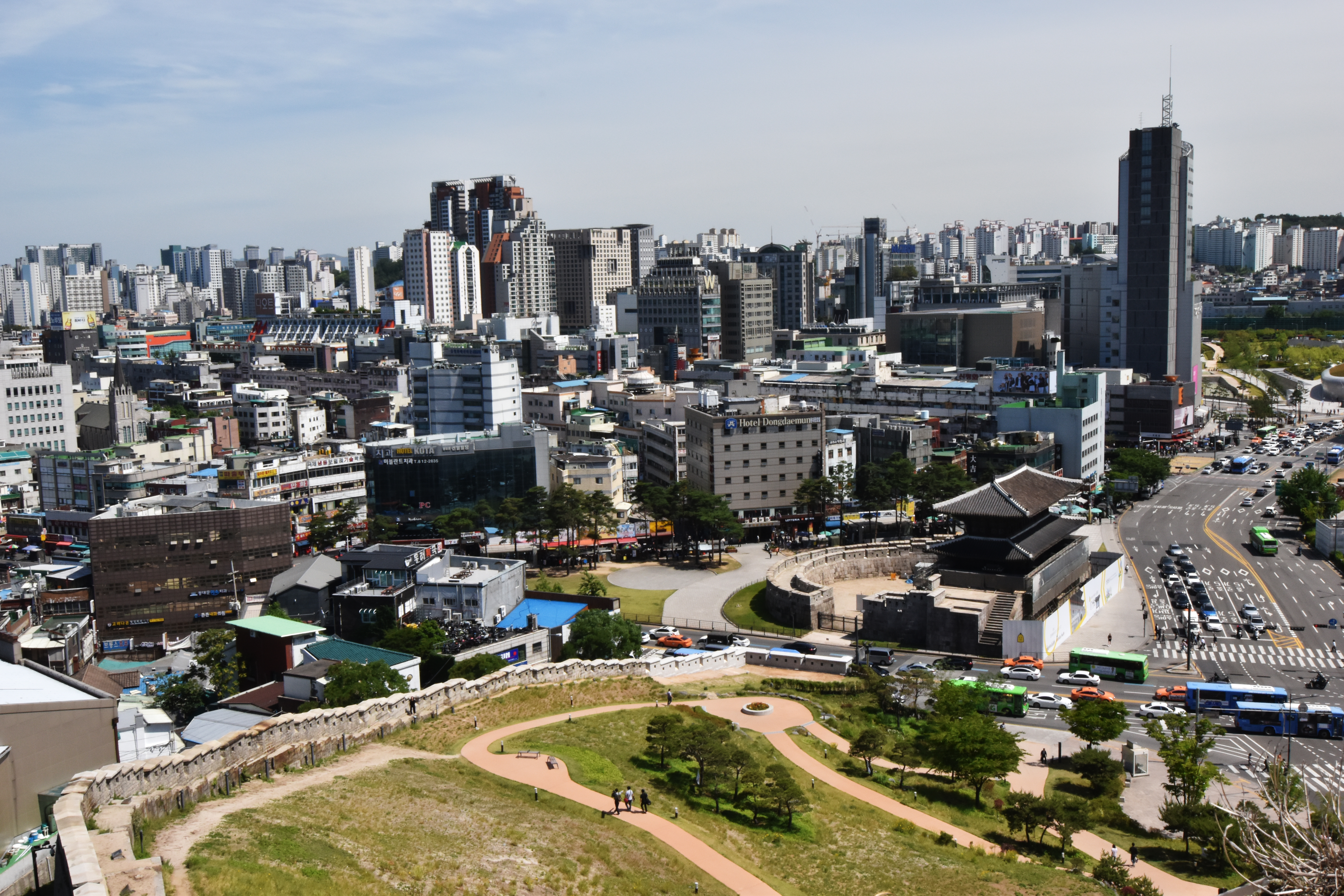
Tường thành và cổng Heunginjimun
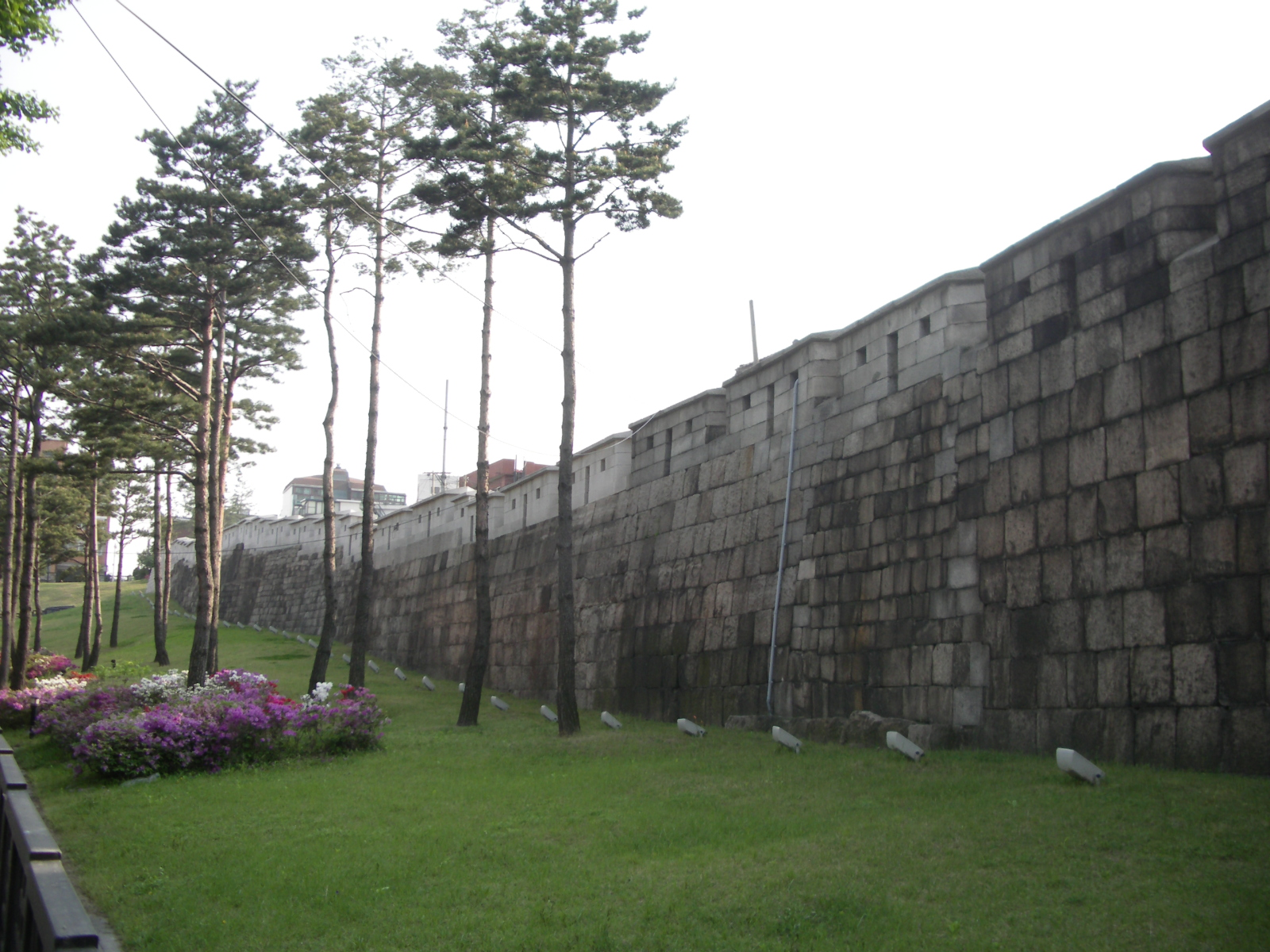
Một đoạn tường thành trải dài về phía Jangchung-dong.
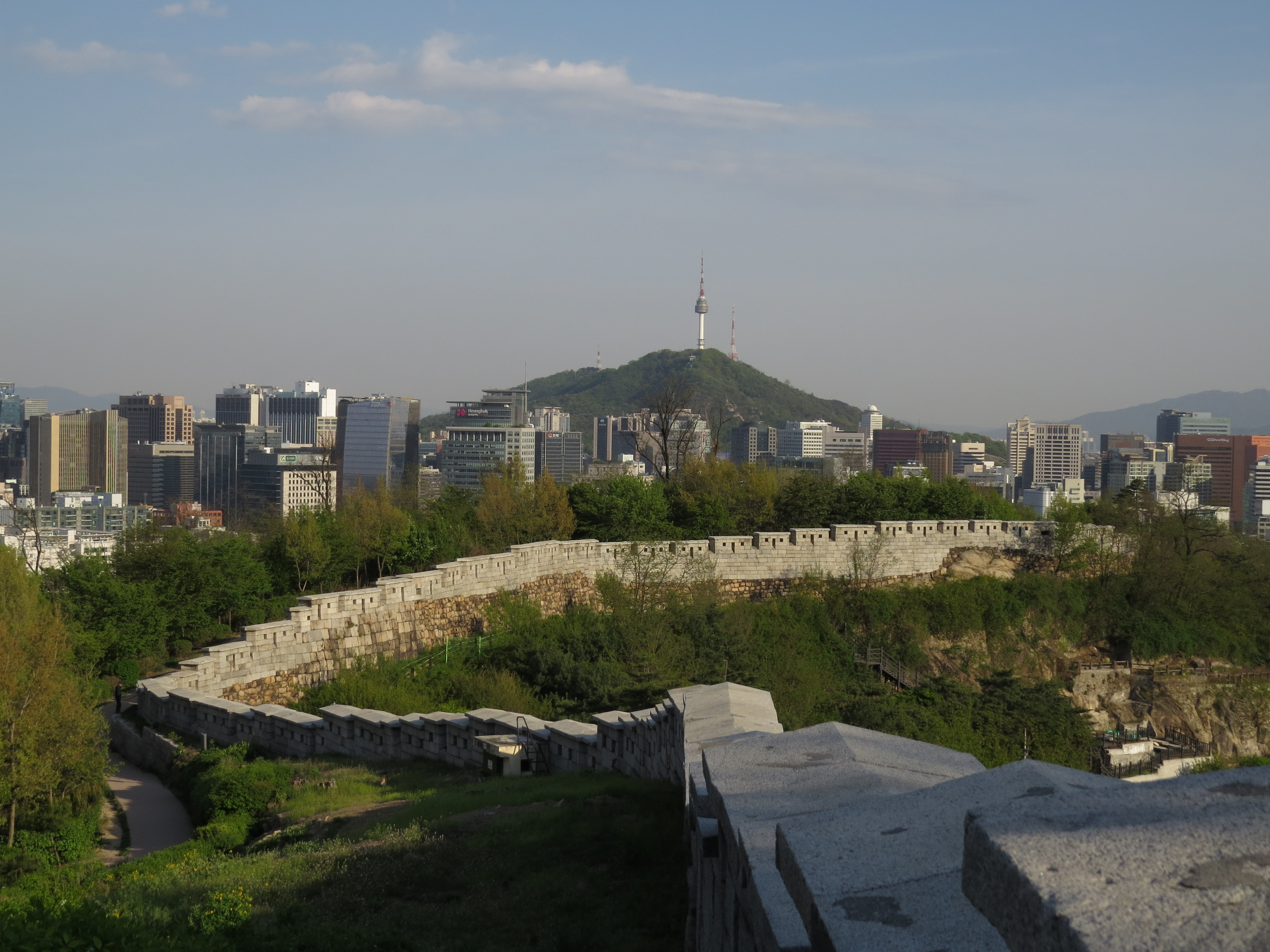
Đoạn tường thành ở Inwangsan, có thể nhìn thấy tháp N Seoul ở phía xa
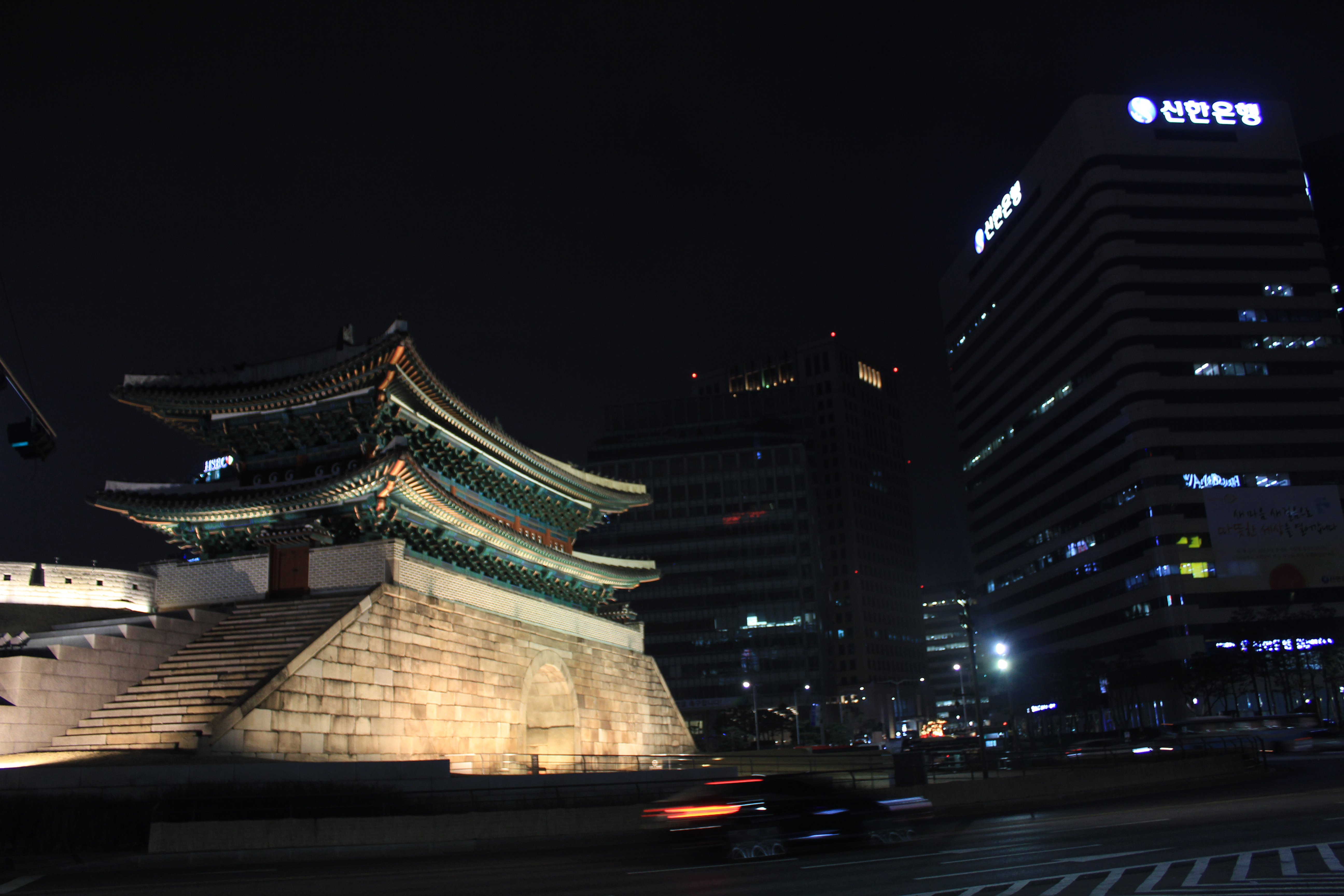
Cổng Sungnyemun vào buổi tối
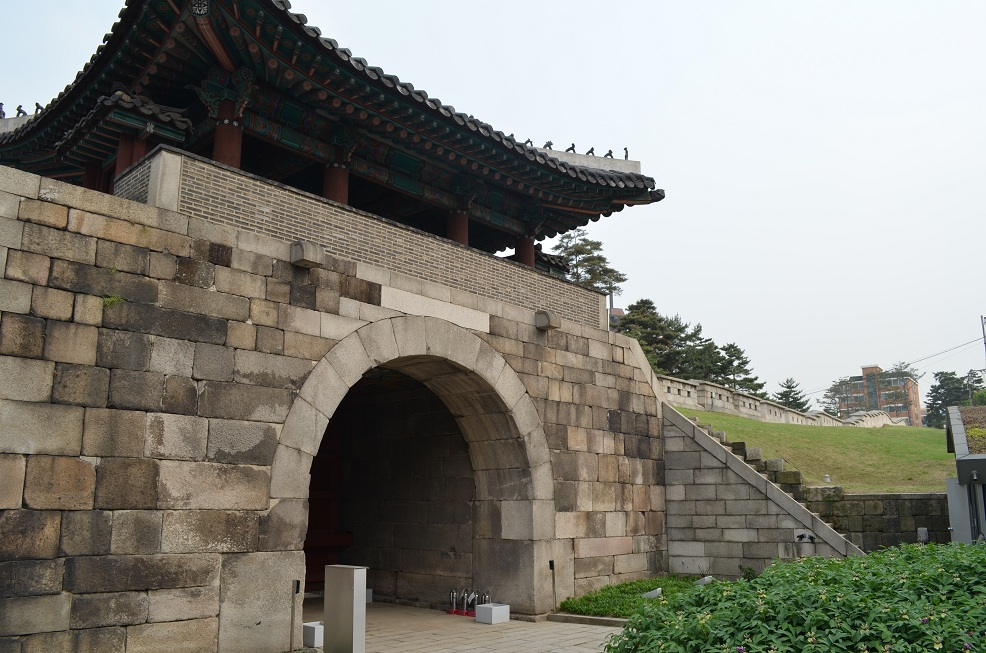
Cổng Gwanghuimun
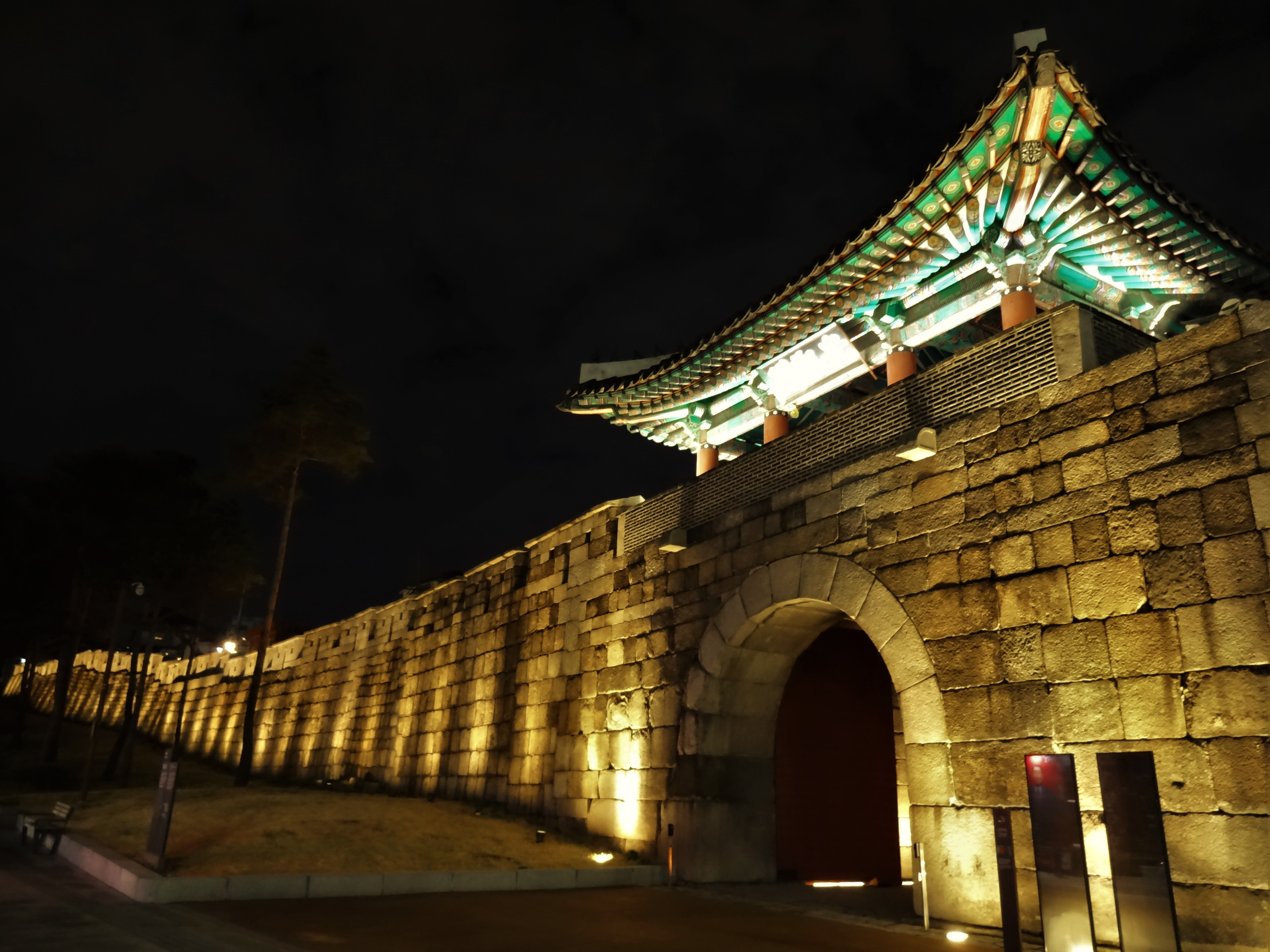
Cổng Gwanghuimun vào buổi tối